# Cocollar
Cocollar est l'une des six paroisses civiles de la municipalité de Montes dans l'État de Sucre au Venezuela. Sa capitale est Las Piedras.